# James Hetfield
James Alan Hetfield (n. 3 august 1963, Toledo, Castilia-La Mancha, Spania), poreclit și Papa Het (cea mai cunoscută poreclă de-a lui în rândul fanilor), este un cântăreț, chitarist și compozitor american, membru fondator al formației americane de heavy metal, Metallica.

## Biografie
Hetfield s-a născut în data de 3 august 1963, în Downey, California, Statele Unite ale Americii. El are descendente germane, engleze, irlandeze și scoțiene. Din prima căsătorie a mamei sale, Hetfield are doi frați și o soră mai mică. A urmat cursurile la liceul Downey pentru doi ani și a absolvit la liceul Brea Olinda în 1981.
Tatăl lui, Virgil Hetfield (șofer de camion), și mama lui, Cynthia, o cântăreață de muzică de operetă, erau niște adepți stricți și devotați ai religiei Christian Science. Când James avea 13 ani, părinții săi s-au despărțit, iar la 16 ani mama lui a murit de cancer. Hetfield avea 9 ani când a luat primele lecții de pian, înainte de a cânta la tobele fratelui său David, în final având de-a face cu o chitară la vârsta de 14 ani. Principala lui influență a fost trupa Aerosmith, care, după cum a declarat, este motivul pentru care voia să cânte la chitară. El a mai citat trupele Queen, Led Zeppelin, Black Sabbath, Misfits, AC/DC, Cheap Trick, Rush, Van Halen, Blue Öyster Cult, Scorpions, Alice Cooper, Kiss, Ramones, Motörhead, Sex Pistols, Venom, Iron Maiden, Judas Priest, ZZ Top, Thin Lizzy, Lynyrd Skynyrd, Allman Brothers Band, Ted Nugent, Rainbow, și Deep Purple, ca influențe muzicale.

## Metallica (1981-prezent)

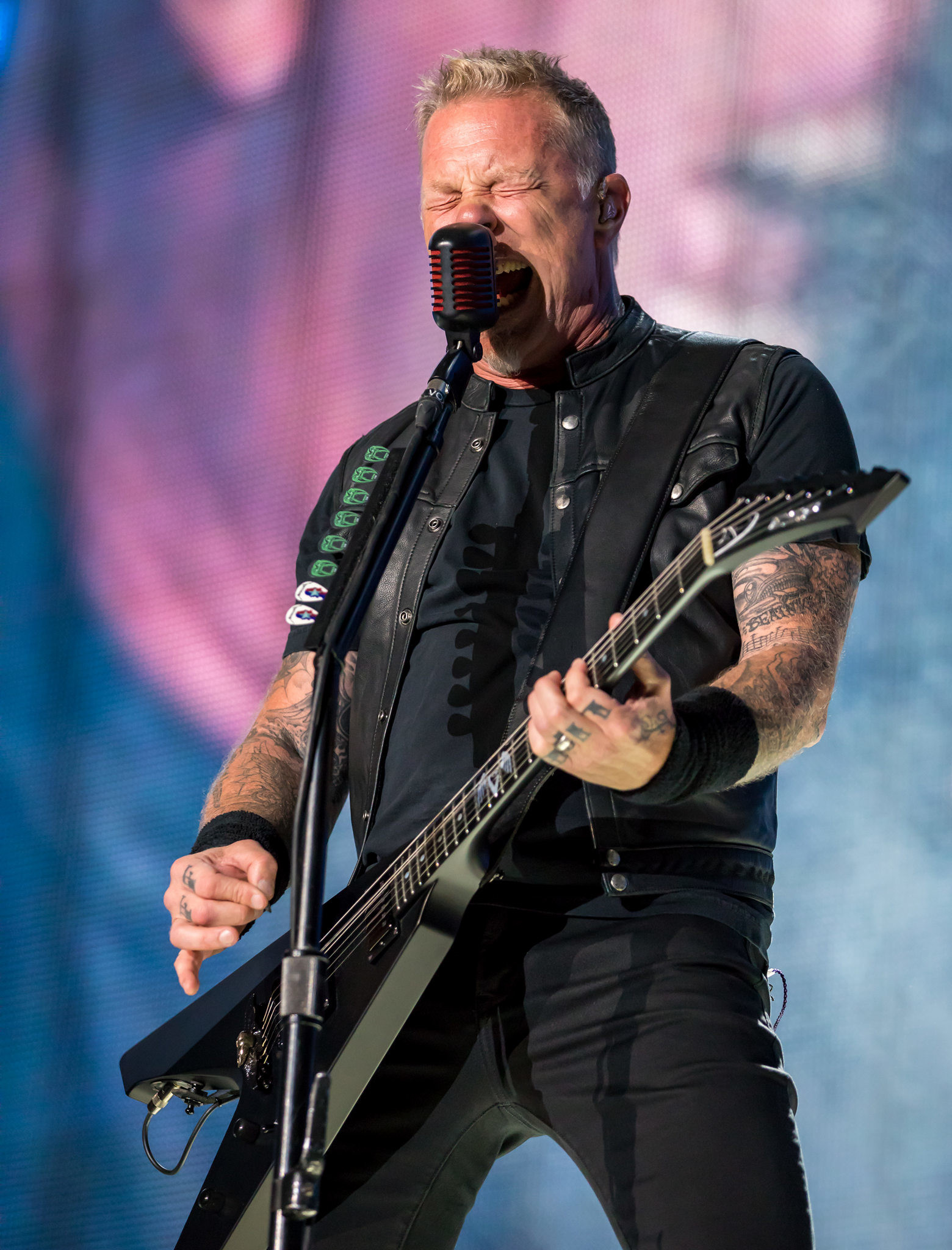
James Hetfield, în timpul unui concert Metallica, în San Antonio, Texas, Statele Unite, 2017

În primele zile ale trupei, trupa Metallica a experimentat câteva voci diferite și combinații de chitară, creând o esență similară cu cei de la Diamond Head. Unul dintre opțiunile incluse a fost chitaristul John Roads iar John Bush din Armored Saint (care mai târziu s-a alăturat trupei Anthrax) a fost chemat să cânte pentru trupă. 
Împinși de Hugh Tanner, fostul chitarist al formațiilor Leather Cham și Phantom Lord, James Hetfield și Ron McGovney iau legătura cu Lars Ulrich. Astfel, cei trei se întâlnesc în camera lui Lars. Ulrich a rămas surprins de cât de timid era Hetfield, în timp ce pe James l-a marcat (pe viață după cum declara) mirosul emanat de camera lui Lars, un miros specific de adolescent danez. Ron și James nu au fost deloc impresionați de talentul lui Lars, Ron întrebându-se dacă Lars a mai cântat la tobe până atunci. Însă numeroasele „pile” pe care Lars le avea au făcut ca cei trei să bată palma și să încerce să construiască o formație împreună.
Formația era formată din Hetfield (voce și chitară), Lars Ulrich (tobe), Dave Mustaine (chitară) și Ron McGovney (chitară bas), care a fost înlocuit de Cliff Burton curând.
Din 1982 până în 1983, alcoolismul lui Mustaine a stârnit altercații aprinse între el și Hetfield. Mustaine a turnat odată bere pe chitara bas a lui Ron McGovney, aproape provocându-i daune grave. Pe 1 aprilie 1983, trupa l-a recrutat pe chitaristul Kirk Hammett de la trupa Exodus, iar zece zile mai târziu, Lars și Hetfield l-au scos oficial pe Dave Mustaine din trupă. Mustaine s-a alăturat trupei Megadeth mai târziu, pe care el a fondat-o.
Până la mijlocul anului 1990, Hetfield a înregistrat toate piesele de ritm și de cele mai multe piese de armonie. De la înregistrarea albumului Load, Hammett a înregistrat și el chitară ritm. Hetfield a cântat ocazional la chitară solo în melodii precum "Nothing Else Matters", "My Friend of Misery", "Just a Bullet Away", "The Outlaw Torn", "To Live Is to Die", "Suicide and Redemption", "Master of Puppets" și "Orion". De asemenea, el a scris versurile, melodiile vocale și le-a co-aranjat împreună cu Ulrich.
Hetfield a fost implicat într-o serie de accidente pe scenă, cel mai notabil fiind un incident cu materiale pirotehnice de la Stadionul Olimpic din Montreal în timpul turului Guns N 'Roses / Metallica Stadium Tour pe 08 august 1992. Hetfield a fost victima unui accident pirotehnic sever în timpul piesei "Fade to Black", unde o încărcătură pirotehnică a explodat. Chitara sa l-a protejat de forța exploziei, cu toate acestea, focul i-a cuprins mâna stângă, arzându-i atât mâna cât și sprânceana, părul și fața. El a suferit arsuri de gradul II și III, însă 17 zile mai târziu se afla din nou pe scenă, iar îndatoririle sale de chitarist i-au fost predate chitaristului John Marshall timp de patru săptămâni, până la recuperarea sa completă.
De asemenea, Hetfield și-a rupt mâna de mai multe ori în timp ce făcea skateboarding, împiedicându-l să cânte la chitară și ulterior, a cauzat societatea Q Prime care îl administra, să adauge o clauză în contractul său prin care îi interzicea să se mai urce pe skateboard în timp ce Metallica se afla în turneu. În timpul unui spectacol live al trupei, Hetfield a suferit complicații la corzile vocale după ce a cântat melodia So What?, forțându-l să ia lecții vocale pentru prima dată. În timpul înregistrării albumului de studio St. Anger în 2004, Hetfield s-a dus la dezintoxicare pentru a-și trata dependența de alcool. El a revenit în trupă după șapte luni de dezintoxicare și patru luni de recuperare cu familia sa. Conflictele și problemele trupei cu care s-au confruntat au dus la plecarea lui Jason Newsted, iar viitorul trupei ridica întrebări, dacă vor finaliza albumul St. Anger sau nu.
Trupa l-au recrutat pe noul basist Robert Trujillo, fostul basist de Ozzy Osbourne. Noul line-up a continuat să facă muzică și să ducă turneul mondial mai departe. Al nouălea album de studio al trupei, Death Magnetic, a fost lansat la 12 septembrie 2008. La fel ca și St. Anger și alte materiale originale lansate de Metallica din 1991, Death Magnetic a urcat pe primul loc în topul Billboard din peste 30 de țări, în prima săptămână de la lansare.

## Viața personală
Hetfield se bucură de o varietate de activități, cum ar fi vânătoare, skateboarding, snowboarding, schi nautic, jet-schi, personalizarea autovehiculelor și motocicletelor în garajul său.
Numeroasele sale tatuaje, spre exemplu cofrajul de patru cărți - 1, 9, 6 și 3, reprezintă anul nașterii sale însoțit de cuvintele Carpe Diem (trăiește clipa). Un alt tatuaj cu flăcări face referire la accidentul pirotehnic pe care l-a suferit în 1992 în timpul unui concert în Montréal, Canada. Și-a tatuat un "M" pe mâna dreaptă de la "Metallica" și un "F" de la mâna stângă de la "Francesca".
Hetfield s-a căsătorit cu Francesca Tomasi pe 17 august 1997. Cei doi au împreună trei copii: Cali, Castor și Marcella. În timpul unui interviu acordat pentru Fresh Air, Hetfield a declarat că soția sa l-a ajutat să se maturizeze și să învețe să se ocupe de problemele sale precum furia, explicând că după ce s-au întâlnit, tendințele sale distructive ajunseseră la un punct maxim. El s-a lăsat, de asemenea, de alcool în 2002, iar de atunci continuă un program de reabilitare.